# Medalha da Galiza
A Medalha da Galiza (em galego:  Medalla de Galicia) é uma distinção honorária que a Junta da Galiza concede a pessoas ou instituições pelos seus méritos ao serviço da Galiza em qualquer aspeto da realidade social, cultural ou económica.
Criada em 1984 com um único distintivo de ouro, conheceu um grande impulso com os sucessivos governos de Manuel Fraga Iribarne. Até o ano de 1991 eram entregues apenas quatro medalhas, duas delas a título póstumo, a partir dessa data foram criadas duas distinções a mais (prata e bronze) e chegaram a ser entregues trinta e quatro medalhas por edição. Com a chegada ao governo do bipartido liderado por Emilio Pérez Touriño, as categorias foram reduzidas novamente, a uma única medalha de ouro, com a finalidade de racionalizar e recuperar o valor máximo do galardão.
É a mais alta condecoração concedida pela Junta da Galiza. O seu ato de concessão geralmente coincide com a data de 25 de julho, o Dia Nacional da Galiza.

## Medalhas de Ouro da Galiza
| Ano  | Galardoados |
| ---- | --- |
| 1984 | Alfonso Daniel Manuel Rodríguez Castelao (a título póstumo) |
| 1985 | Rei João Carlos de Espanha |
| 1986 | Antonio Rosón Pérez (a título póstumo) |
| 1990 | Centro Galego de Bons Ares |
| 1991 | Julio Prieto Nespereira |
| 1992 | Papa João Paulo II |
| 1993 | Mário Soares |
| 1994 | Luis Alberto Lacalle Carlos Saúl Menem |
| 1995 | Juan Carlos Wasmosy Monti Universidade de Santiago de Compostela Agrupamento Tático da Galiza (BRILAT) |
| 1996 | Jorge Sampaio Museu de Pontevedra |
| 1997 | Citroën Hispania, S.A. Julio María Sanguinetti |
| 1998 | Álvaro Enrique Arzú Irigoyen Fernando Henrique Cardoso Antonio María Rouco Varela |
| 1999 | Esperidião Amin Helou Filho Andrew Willoughby Ninian Bertie Paulo Coelho Miguel Ángel Rodríguez Echeverría Ángelo Sodano |
| 2000 | Manuel Cordo Boullosa (a título póstumo) |
| 2001 | Caixa Galiza Gustavo Noboa Francisco Fernández del Riego Eugenio Granell |
| 2002 | Real Clube Desportivo da Corunha |
| 2003 | Loyola de Palacio Francisco Álvarez-Cascos José Luis Meilán Gil |
| 2004 | Associação de Vítimas de Terrorismo Rodolfo Martín Villa Alfonso Castro Beiras Faro de Vigo El Correo Gallego |
| 2005 | Real Coro Toxos e Froles Santiago Rey Fernández-Latorre Agustín Sixto Seco (a título póstumo) |
| 2006 | Real Academia Galega |
| 2007 | Isaac Díaz Pardo |
| 2008 | Editorial Galaxia |
| 2009 | Xerardo Fernández Albor Fernando González Laxe Manuel Fraga Iribarne Emilio Pérez Touriño |
| 2010 | Cabido da Catedral de Santiago de Compostela Víctor Manuel Vázquez Portomeñe |
| 2011 | Instituto da Língua Galega Ángel Carracedo |
| 2012 | Javier López López, Rodrigo Maseda Lozano e José Antonio Villamor Vázquez (polícias nacionais, heróis do Orzán) Milladoiro Real Academia de Medicina e Cirurgia da Galiza |
| 2013 | Fundação Penzol Organização Nacional dos Cegos de Espanha Manuel Ceferino Díaz Díaz (a título póstumo) |
| 2014 | As vítimas do descarrilamento de Santiago de Compostela (a título póstumo) Vizinhos de Angrois Profissionais de saúde e voluntários galegos que atenderam os afetados no acidente mencionado Profissionais e voluntários dos dispositivos de emergência e de segurança que atenderam os afetados no acidente mencionado |
| 2015 | David Cal Figueroa Xosé Neira Vilas Manuel Sánchez Saloro (oftalmologista) Enrique Beotas López (jornalista) (a título póstumo) |
| 2016 | Los Suaves Basilio Losada Manuel Gallego Jorreto Francisco Leiro |
| 2017 | Aníbal Cavaco Silva Isabel Castelo d’Ortega y Cortés José Manuel Romay Beccaría Miguel Ángel Blanco Garrido (a título póstumo) |
| 2018 | María Emilia Casas Baamonde Juan José González Rivas Álvaro Rodríguez Bereijo |
| 2019 | Javier Fernández Fernández Juan Vicente Herrera Campo |
| 2020 | Profissionais da saúde galega que ajudaram aos pacientes de COVID-19 |
| 2021 | Pessoas envolvidas no dispositivo galego de vacina contra a COVID-19 |

## Medalhas de Prata da Galiza

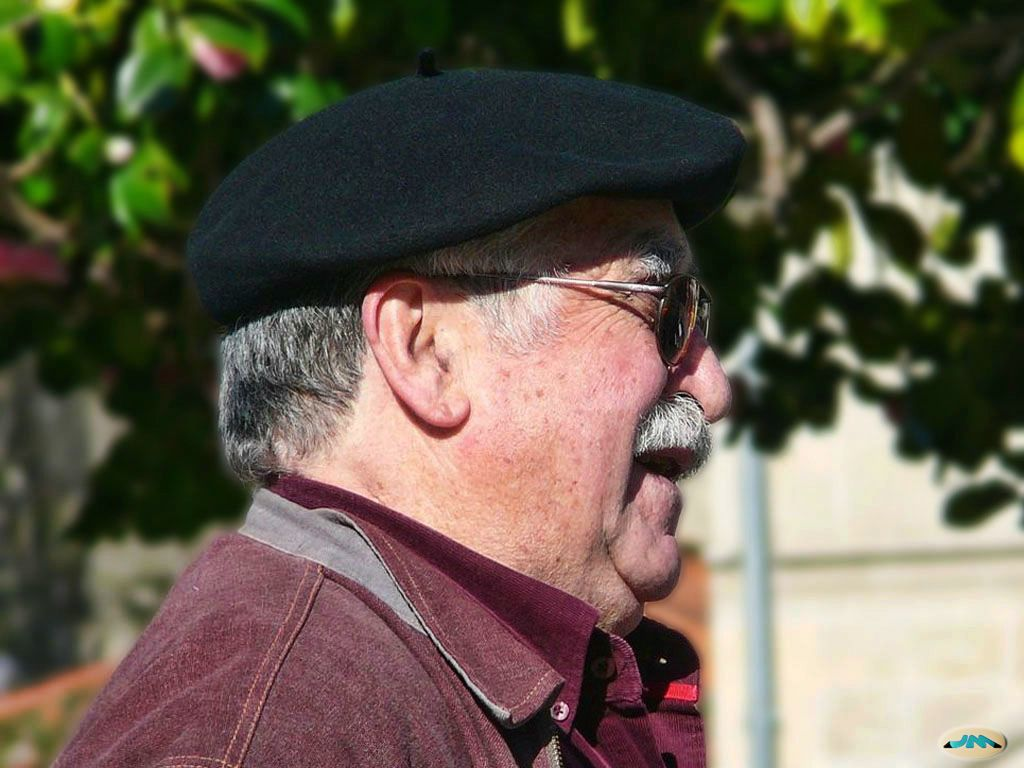
José Luis Torrado, recebeu a medalha de prata em 1998.

- 1991: Feliciano Barrera, Círculo das Artes de Lugo, Manuel Díaz y Díaz, Ramón Domínguez Sánchez, Carlos Martínez-Barbeito e Jesús Precedo Lafuente.[5]
- 1992: Pedro Campos, Manuel Feijoo Sousa, David Ferrer Garrido, Derek Lomax (a título póstumo), Santiago Ruiz Martínez e Roberto Tojeiro Díaz.[6]
- 1993: Ánxeles Alvariño, Luis Braga da Cruz, José Bugarín Pereira, Réné de la Coste-Messellière, Francisco García Díez, Cesáreo Gil, Juan Pardo, Rafael Vera e Joaquim Veríssimo.[7]
- 1994: Daniel Barata Quintas, Heriberto García Seijo (a título póstumo), Lar Galego para Idosos de Domselaar, Henrique López Veiga, Xulio Francisco Ogando, Xosé Manuel Rey de Viana, Sociedade Reconquista do Teatro Avenida e Cándido Velázquez-Gaztelu.[8]
- 1995: Jaime Arriandaga, Ramiro Bravo Díaz, Bernardino Breijo, Javier de la Gándara, Patronato Rosalía de Castro, Chano Piñeiro (a título póstumo), Francisco Reyes Oliveros, Manuel Rosales e Ignacio Varela Eiras.[9]
- 1996: Amigos da Cozinha Galega, Carlos Areán, Adegas Joaquín Rebolledo, Miguel Enrique Cabanela, Luis Calvo Sanz, Dasio Carballeira Tello, José Manuel Cortizo Soñora, Shigeichiro Kanamori, Grupo Leyma, Metalúrgica Galaica (Megasa), José Luis Pardos Pérez, tripulação do veleiro Sebastián de Ocampo, e o Grupo 43 da Força Aérea Espanhola.[10]
- 1997: Carlos del Álamo, Fernando Aldana, Michael Bowman, Centro Espanhol e Repatriação de Santos, Congregação das Irmãs dos Idosos Desamparados da Galiza, Ángeles de la Gándara, Eulogio Gestal Varela, Carlos Hernández Sande, Hijos de Rivera, Siro López Lorenzo, Vicente Quinta Alfaya, José Rodríguez López, Xulia Vaquero e Toñi Vicente.[11]
- 1998: José Andrade Cobas, navio auxiliar da Armada Britânica RFA Argus, Xesús Carballo, Gabino Castro Gil, Coletivo de salvamento da tripulação do navio Sonia Nancy, Cooperativa de Armadores de Pesca do Porto de Vigo, Xosé Lois Foxo, Jesús Martínez Novas, José Antonio Martínez Novas, Fernando Romay, Francisco Silva de Calheiros e Menezes, Juan Soto, José Luis Torrado, José Manuel Touriñán.[12]
- 1999: Jesús Alonso Fernández, ASPRONAGA, Eduardo Barreiros (a título póstumo), José Aser Castillo Pereira, Mosteiro da Nova Nórcia, Fernando Díez Moreno, Belarmino Fernández Iglesias, Pablo Fuenteseca, Xerardo García Campos (a título póstumo), Emilio García Gallego, José María Gil-Robles y Gil-Delgado, Nelson Zúmel, Grupo Losán, Guarda de Honra do Terço dos Galegos, Ángela Regina Heinzen, Carlo Marullo di Condojanni, Luis Gregorio Ramos, Jeannine Warcollier.[14]
- 2000: Agrupamentos de marisqueiras participantes do Plano Galiza para o Desenvolvimento da Apanha de Marisco a Pé, Marcelo Castro-Rial, Olga Gallego, Manuel Garrido Valenzuela, Manuel Carlos Gómez Díez, Rubén González Cortés, Luís Tomás González del Valle, Juan Francisco Lazcano, António Magalhães da Silva, Ana Pastor Julián, Delmiro Pérez González, José María Ramil Soneira, Guillermo Rojo, Ángel Sanjurjo Bermúdez, Teresa Vidal Gallego.[15]
- 2001: Centro Galego da Biscaia em Baracaldo, Colégio Manuel Peleteiro, Antonia Conde Nieto, Escolas da Imaculada Conceição de Santiago, Farmácia do Doutor Couceiro Serrano, José Antonio Ferreiro Piñeiro, Xosé María Gómez e Díaz Castroverde, Ernesto Gómez Vidal, Basilio Losada, Fidel Montoto, Pescanova, Robert Georg Plötz, Salvamento Marítimo da Galiza, União de Artesãos de Santiago, José Luis Varela Iglesias, Carlos Quintanilla Schmidt.[17]
- 2002: Plácido Baamonde, Diego Bernal (a título póstumo), Ángel Carracedo, Rafael Catalá Polo, Centro Galego de Montevideu, Colégio Liceo La Paz, Aniceto Charro, Domingos Dosil, Francisco García Bobadilla, José Baltasar Silveira Cañizares, Arnaldo Souza de Azeredo Lobo, Elías Tovar, Zeltia.[18]
- 2003: Eduardo Lamas, Iván Raña, Irmandade Galega da Venezuela em Caracas, Xosé Ramón Gayoso, Televés, Emilio Barcia García-Villamil, Francisco Cal Pardo, Salvador Fernández Troncoso, Elías Rodríguez Varela, Manuel Torreiglesias, Francisco Villar García-Moreno.[19]
- 2004: Xosé María Castellano, José Arijón, Roberto Cal Almeida, Colégio São José de Cluny de Vigo, Colégio Santa Tareixa de Xesús de Ourense, Colégio La Salle de Santiago de Compostela, Fundação San Rosendo, Emilio Bouza Santiago, Ceferino Nogueira, Javier Solano Rodríguez-Losada, Xosé Trillo Fernández-Abelenda.[20]
- 2005: Fernando Álvarez Lamelas, Emilio Atrio, David Cal, Ramiro Carregal, Centro de Interpretação de Avifauna, Colégio da Grande Obra de Atocha, Colégio Apóstolo Santiago de Bons Ares, José Cusí Ferret, Carmelo Lisón Tolosana, Milagros Otero Parga, Juan Carlos Rodríguez Cebrián, Xosé Seoane Seoane.[21]

## Medalhas de Bronze da Galiza
- 1991: Escurís, Financeira Madeireira, Bartolomé Freire Lago, José María García-Lastra, José González Solla, Grupo de Empresas Campo, Inditex, José Manuel Pando, Luís Moya, Mariano Valle Rodríguez, José Luis Varela Iglesias e Josefina Vilas Raña.[5]
- 1992: Luís Ansorena, Rotilio Bermúdez, Club Gastronómico Rías Altas, Coral de Ruada, Fernando Fraga Rodríguez, Manuel Gómez Larrañeta, Manuel González González, Vicente Gradaille, Instituição Benéfica Cottolengo do Parque Alegre, Jealsa, Jesús Montero Viña, Ricardo Portela (a título póstumo) e Fernando Seoane Rico.[6]
- 1993: Cozinha Económica de Santiago de Compostela, Manuel Fontáns Baloira, Carlos Folgueira García, César Gallego Pita, Grupo Mareusa, Irmãos Missionários dos Doentes Pobres, Valentín Leiro, Xosé Piñeiro Ares, Xosé Pumar Vázquez, José Antonio Rivera Casal, José Luís Sánchez-Agostino López, Xosé Carlos Valle Pérez e Daria Vilariño.[7]
- 1994: Associação Galega de Produtores de Lousa, Associação Têxtil da Galiza, Ramón Blanco Suárez, Luís Carballo, Castromil, Feiraco, David Fojo Salgueiro, Isidoro Guede, Ángel Hermida Seivane, Manuel Novoa Novoa (a título póstumo), Las Rías Gallegas (Miami), Pedro Rivas Prieto, Manuel Ruiz Falcó, Olegario de Saa e Geranio Torreiro.[8]
- 1995: Aleixandre Alves Chaves, Francisco Caravel, Comunidade Hispânica de Assistência Social do Rio de Janeiro, Juan Díaz González, Luís César Dios, Belarmino Fernández Iglesias, Luís Fernández Somoza, Ruth Gómez Vázquez, Magdalena López Fernández, Armando Raposo, Antonio Rodríguez Freire, Plásticos Ferro, Enrique Suárez Noche, Daniel Turiel (a título póstumo) e Álvaro Vázquez Penedo.[9]
- 1996: Xosé María Ballesteros, Ramón Berdullas, Xan das Canicas (Francisco Calvo Guerra), Manuel Ceide, Cooperativa Jesús Nazareno, Cooperativa Vitivinícola do Ribeiro, Marcelino Couso, José María Díaz Fernández, Ramiro Cordejuela, Leonor Jácome, Darío Lamazares, Restaurante Cierto Blanco, Luís Rodríguez Vázquez (a título póstumo), Manuel Suárez Meijón e José María Vallejo.[10]
- 1997: Cooperativa Santa Maria dos Remédios, Cooperativa Virgem das Vinhas, Enrique Cal Pardo, José Luís Guillín, Francisco Martínez Cortiña, Manuel Moreira Carrascal, María Neyra, Restaurante Loliña, Manuel Robla Riesco, José María Salgado López, Francisco Traspuesto, Maximino Viaño e Juan Zapata Cubeiro.[11]
- 1998: Genaro Arceo Román (a título póstumo), Wenceslao Cabezas, Pablo Díaz Novo, Antonio Domínguez Olano, Jesús Fernández Cobelo, Ramón Ferreiro Regos, María do Carmo Kruckenberg, José Limeres, Camilo Quelle, José Sanjurjo Lozano, Sociedade Protetora dos Animais e Plantas de Santiago, José Isidro Teijeira Martínez, Mariano Tudela e Emilia Vázquez Cadahía.[12]
- 1999: Manuel Antas Fraga, Grupo Gastronómico Lareira, Eduardo Díaz Cabana, Andrés Díaz, Ovidio Fernández Ojea, Horacio Fernández Presa, Manuel Jamardo Casal, Albino Mallo, Julio Martínez González, Felisa Moreno, Ángel Padín Panizo, Moisés Rivera Casas, Ramiro Vieito Vilas e Manuel Vilariño.[14]
- 2000: Jesús Baamonde González, Jesús Barros López, Carlos de Blas Armada, Demetrio Díaz, Miguel González Aguiar, Cástor Lata, Francisco Lorenzo Mariño, José Manuel Pazos Pereira, Carmen Rodríguez-Losada, Ángel Rodríguez Vázquez, Benito Varela Castro, Ángel Vázquez Boedo e Ovidio Vidal.[15]
- 2001: Antón Abreu, Juan Alvite, José Calvo González, Delfina Cendón, Andrés Díaz de Rábago, Carlos Franjo, Celso González Gómez, Ernesto Lagarón Vidal, Manuel Mallo Mallo, Carlos Antonio Ortiz, Waltar Pena Mañana, Juana Permuy, Manuel Ríos Rial, José Rodríguez Rodríguez, Javier Seoane, Manuel Souto Rodríguez, José Manuel Torrente Pérez e Loida Zamuz.[17]
- 2002: Bautista Álvarez Rey, Armería Álvarez, Miguel Ángel Barral Varela (a título póstumo), José Blanco Pazos, Obradoiro Clube de Amigos do Baloncesto, Elías Fernández Pato, Arturo González Gil, Manuel Muñiz, Juan Francisco Pita Porto, Félix Quintero, María del Carmen Quintero Corredoira, Francisco Xavier Rodríguez Fernández, Avelino Rodríguez García e Amelia Valiña.[18]
- 2003: Vicente Agulló Camba (a título póstumo), César Barciela González (a título póstumo), Antonio Novo Ferreiro (a título póstumo), José María Pazos Vidal (a título póstumo), Manuel Ferrol Fernández (a título póstumo), Gabriel Llamas Rábano, José Gómez Bao, Fernando Ríos Catoira, Fundação Galiza Emigração, Asilo Anexo Santovenia, Alfonso Vaquero, Ateneo Santa Cecilia, Dalmiro Blanco Lage, Manuel Cao Corral, Jesús Cea Seoane, Enrique García, José Luis Gómez Mosquera, Juan José Liñares, Ignacio Paz Bouza e Ramón de Vicente Vázquez, Juanjo Liñares.[19]
- 2004: José Alfonso Ferreira Antón, Maika Ferreira, Centro de Transfusão da Galiza, Rádio Ecca, Luís Rial, Manuel Taboada (a título póstumo), Acolle, José María Ballester, Emilio Baños Santos, Jacinto Blanco Rivadulla, Carolina González Abad, Manuel Santiago Blanco (a título póstumo), Perfecto Marcote, Natividad Marcotegui, Ezequiel Pérez Montes, Emilio Pérez de Ágreda, Dolores Pita Lissarrague, Cecilio Tejedor, Rafael Tojo Sierra, União Protetora dos Artesãos de Santiago de Compostela e José Luis Vázquez Vázquez.[20]
- 2005: Gerardo Arias González, Eugenio Basanta, Jorge Baliña, Luis Ignacio Boné, Cáritas Diocesana de Ourense, Manuel Fairén, Enrique Fernández Fernández, Estanislao Fernández de la Cigoña, Rafael Gil Malvido, Eduardo González Val (a título póstumo), Lar de Ribadumia em Bons Ares, José Iglesias González, José Benito López Carballedo, María López Muradás, Juan Carlos del Real Gamundi (a título póstumo), Obdulia Rendo, Manuel Rodríguez Maneiro, María Teresa Rodríguez Rodríguez, Rogelio Ucha, Benito Vázquez García, José Luis Veiga Infante (a título póstumo) e Óscar Villar Díaz.[21]